# 亚历山大·瓦西里耶维奇·西多连科
亚历山大·瓦西里耶维奇·西多连科（俄语：Александр Васильевич Сидоренко；1917年10月19日—1982年3月23日），苏联地质学家，曾任苏联地质部部长、苏联科学院副院长等职。苏联科学院院士。

## 生平
1917年生于哈尔科夫省新尼古拉耶夫卡。1934年进入沃罗涅日国立大学学习，1940年毕业后留校任助教。1941年进入苏联红军服役，参加苏德战争，历任近卫第1集团军排长、炮兵连连长。1942年加入联共（布）。1943年在斯大林格勒战役受伤。同年治疗完毕后复员，被派往苏联科学院土库曼共和国分院地质研究所工作，1945年获得地质和矿物科学副博士学位。1950年调至科拉半岛的苏联科学院科拉分院担任副院长，1952年升任院长。1952年获地质矿物学全博士学位。1953年当选苏联科学院通讯院士。
1961年至1962年，任俄罗斯苏维埃联邦社会主义共和国部长会议国家科学研究工作协调委员会第一副主席。1962年至1963年，任苏联地质和矿藏保护部部长。1963年至1965年，任苏联国家地质委员会主席。1965年至1975年，任苏联地质部部长。1966年当选苏联科学院院士。
1975年开始担任苏联科学院副院长、苏联科学院地球科学学部主任。1979年发起成立苏联科学院岩石圈研究所，担任所长。曾任第七至十届苏联最高苏维埃代表（1966年起），苏共中央候补委员（1966年－1976年）。1982年3月23日，在阿尔及利亚考察时因车祸去世。葬于莫斯科新圣女公墓。

## 出版物
- 《荒漠中成矿作用的基本特征》（1956年）
- 《关于变质层的岩石研究问题》（1961年）
- 《前寒武纪变质沉积中的有机物质》（1975年）

## 荣誉
- 列寧勳章
- 劳动红旗勋章（1966年）
- 红星勋章（1951年）
- 保卫斯大林格勒奖章（1944年）
- 劳动英勇奖章（1953年）
- 列宁奖（1966年）